# Blatnica (Zenica)
Blatnica es un pueblo ubicado en el territorio de Zenica, en el cantón de Zenica-Doboj, Bosnia y Herzegovina.

## Superficie
Posee una superficie de 18,87 kilómetros cuadrados.

## Demografía
Hasta 2013 la población era de 6 habitantes, con una densidad de población de 0,3 habitantes por kilómetro cuadrado.